# Nationale
Das Nationale (neulateinisch), teilweise auch National, war zur Zeit des deutschen Kaiserreichs ein Personennachweis, der Namen, Lebens- und Dienstalter, Größe, Religion, Gewerbe und sonstige Verhältnisse einer Person enthielt. Die Nationale aller zu einem Truppenteil gehörigen Individuen wurden in einer Stammrolle zusammengetragen. Die bei der Entlassung deutscher Soldaten an die Kontrollbehörden zu sendenden Überweisungsnationale hatten denselben Inhalt wie die Nationale.
Bei der Kavallerie und Artillerie hatte man auch Pferdenationale, die deren Geschlecht, Größe, Alter, Farbe etc. angaben.

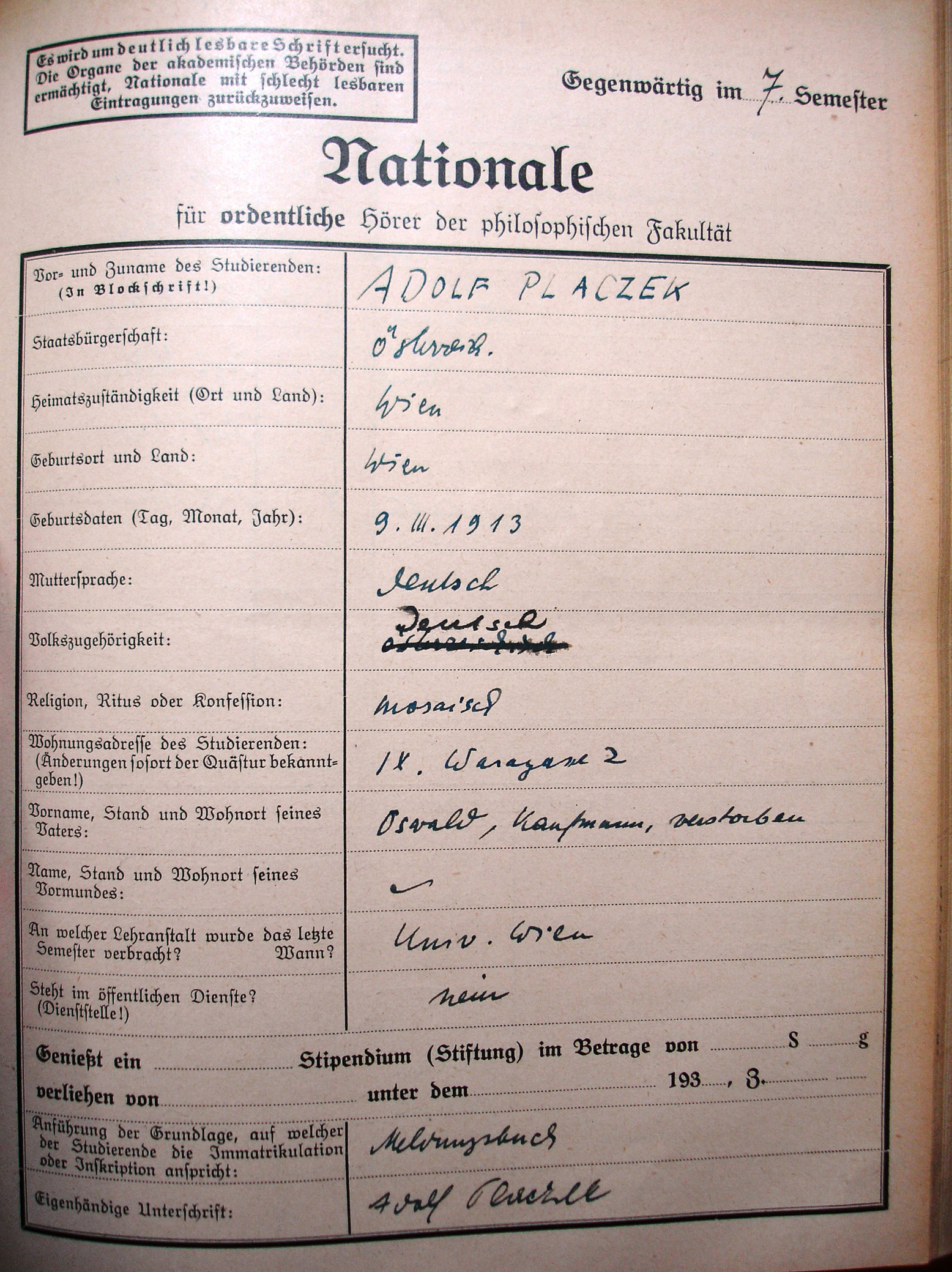
Nationale der Universität Wien von Adolf Placzek (1938)

In der österreichischen Amtssprache wird der Begriff, wenn auch selten, noch genutzt; dort bezeichnet er die „Angaben zur Person“ wie auch das Formular zur Erhebung derselben.